# 蒙特马约尔
蒙特马约尔（西班牙語：Montemayor）是西班牙安达卢西亚自治区科尔多瓦省的一个市镇。总面积58平方公里，总人口3811人（2001年），人口密度66人/平方公里。